# Inverness (Florida)
Inverness település az Amerikai Egyesült Államok Florida államában, Citrus megyében, melynek megyeszékhelye is. Lakosainak száma 7543 fő (2020. április 1.).

## Népesség
A település népességének változása:

| 2010 | 7 210 |
| 2020 | 7 543 |